# Москультпрог
Москультпрог («Московские культурологические прогулки») — академический проект, организующий общедоступные акции (прогулки, перформансы, концерты), семинары, выставки, посвящённые городской архитектуре, истории и экологии. Создан Сергеем Никитиным в 1997 году. В основе методики проекта лежит формат прогулки-диалога с экспертами и публикой.
Первоначально Москульпрог представлял собой прогулки по Москве для друзей и коллег-историков, на которые приглашались архитекторы, краеведы, историки, желавшие что-либо сказать о районе, где проходила прогулка. Проект начинался на общественных началах, многие рассматривали его как бесплатные экскурсии, и в этом причина роста его популярности.
Со временем проект стал флагманским, число участников событий колеблется между 100 и 500 человек, Велоночи, зародившиеся в рамках Москультпрога, собирают многотысячные аудитории в городах России и за рубежом. С Москультпрогом сотрудничают или сотрудничали ведущие отечественные исследователи культуры, в том числе В. Л. Янин, А. А. Зализняк, Д. А. Пригов, Н. О. Душкина, М. С. Штиглиц, М. Л. Макогонова, М. Д. Хазанов и др.
В рамках Москультпрога проведено более 150 художественных, выставочных, просветительских и музыкальных акций в Москве, Петербурге, Твери, Новгороде Великом, Киеве и других городах. В 2004 году совместно с Третьяковской галереей была проведена акция «Москва на Букашке», в ходе которой все троллейбусы маршрута «Б» (Садовое кольцо) стали на один день экскурсионными.
С 2007 года Москультпрог проводит ежегодную «Московскую архитектурную велоночь» (или Velonotte) — крупнейший краеведческий проект на велосипедах, посвящённый исследованию и валоризации ансамблей и ландшафта малоизвестных районов Москвы.

## Тематика событий
По традиции, каждая из акций Москультпрога имеет собственное уникальное название.
Акции посвящены разным периодам развития городов и самым разным их районам: как знаменитым («Неизвестная Красная площадь», «Тверская: главная-неглавная»), так и окраинам, например, «Большая любовь» (по Марьину) или «Песни и сказки Свиблова».
Подразделы тем:
- «Литературное предместье»: окраины и пригороды больших городов, где происходили заметные события в литературе и искусстве;
- «Белые вечера»: прогулки по вечерам будних дней в июне и июле, более созерцательного, чем описательного характера.
- «Транспортные»: с использованием разных видов городского общественного транспорта — «Букашка» (троллейбус «Б»), «Аннушка» — трамвай «А», «Наш первый метро» — Сокольническая линия (первая прогулка с мегафоном), «Какого цвета Москва?» — на речном трамвае.

## Велоночь в Риме, Москве, Лондоне, Санкт-Петербурге и Казани
В 2003 году Москультпрог организовал экспериментальную прогулку на велосипедах. Велосипедный формат позволил проделать расстояние в 10 км и осмотреть памятники, удалённые друг от друга на значительные расстояния. Эксперимент был продолжен на открытой прогулке по Ходынскому полю ("Первый московский Велодень"), однако выяснилось, что в дневное время, даже в выходной день, большой группе велосипедистов кататься неудобно из-за загруженности улиц. Так родилась идея ночной велосипедной прогулки, получившая имя «Велоночь», в зарубежном варианте принята итальянская запись - "Velonotte". Первая экспериментальная велоночь была приурочена к 115-летию архитектора Константина Мельникова и началась после установки мемориальной доски на его доме на углу Петровки и бульвара. С тех пор Велоночи проводятся регулярно, раз в году, обычно летом.
Как и все акции проекта, Велоночи посвящены определённым историческим и географическим сюжетам. Велоночь задумана как акция в духе «просвещённого гедонизма». Она сочетает познавательное и спортивное начала с удовольствием от созерцания ночного пейзажа.
До настоящего времени в Москве прошли восемь велоночей. Первая была посвящена индустриальной архитектуре востока столицы (Курский вокзал — Авиамоторная — Карачарово — Плющево), вторая — градостроительству и архитектуре эпохи конструктивизма (при участии А. Ю. и Н. Н. Бронновицких), третья — экспериментальному зодчеству юго-запада Москвы, четвёртая — архитектурным достопримечательностям северо-востока столицы (преимущественно Измайлову). Четвёртая московская велоночь собрала около тысячи участников и проводилась на двух языках — русском и английском. Седьмая Велоночь была посвящена памятникам южных окраин Москвы и 120-летию В.В.Маяковского, в ней участвовало более пяти тысяч участников.
В мае 2010 года Москультпрог впервые провел Велоночь за пределами бывшего СНГ: в ночь с 8 на 9 мая около 300 участников из разных стран проехали по улицам Рима, осмотрев римские достопримечательности XX века. Римская экскурсия проводилась на трех языках — русском, английском и итальянском. С тех пор Велоночь прошла в Нью-Йорке, Казани, Риме, Стамбуле, дважды в Лондоне (в рамках Лондонского фестиваля архитектуры) и Санкт-Петербурге .

## Мобильные приложения
Поиск новых видов городских встреч для людей разного поколения привел к созданию мобильных приложений для городского транспорта. В 2014 году, к юбилею фирмы "Мелодия" и песни «Я шагаю по Москве» Москультпрог представил своё первое культурологическое приложение по истории музыки в столице: "Grand Bukashka, или 33 мелодии Садового кольца", оптимизированное для пассажиров популярного московского троллейбуса "Бч". По этому же принципу создано приложение "Story Bus" для маршрута №90 в Красноярске; оно раскрывает историю города на Енисее "от мамонтов до наших дней".

## Новгородский фестиваль Москультпрога
Новгородский фестиваль Москультпрога состоялся в августе 2009 года, был посвящён истории, археологии и языку Великого Новгорода. В официальной программе приняли участие крупнейшие российские ученые — историк Валентин Лаврентьевич Янин и лингвист Андрей Анатольевич Зализняк.
Открыл фестиваль академик Янин. В своей лекции он обрисовал проблемы новгородских археологических исследований последних нескольких лет, коснувшись особо генезиса феодальной верхушки Древнего Новгорода. В ответах на вопросы он (а также присутствовавшие проф. Елена Рыбина и Алексей Гиппиус) осветил сегодняшнее состояние варяжского вопроса, демографические и социальные проблемы истории города, вопросы о месте Новгорода и новгородцев в жизни средневековой Европы.
Вторая встреча была посвящена письменным документам по истории Древнего Новгорода. Необыкновенно ярко академик Зализняк показал уникальность берестяных грамот для изучения юридических, военных, церковных, межличностных и других отношений древних новгородцев. В ответах на вопросы Зализняк также коснулся вопросов вариативности графической записи грамот, проблем заимствования, а также иноязычных берестяных грамот.
В вечерней прогулке по Людину концу Алексей Гиппиус воссоздал панораму персонажей и событий, связанных с этим знаменитым районом города, особо остановившись на проблеме расширения Детинца, легендарной битве новгородцев с суздальцами 1170 года, а также биографиях знатных семей Людина конца (см. статью в «Русском Репортере»: ).